# 일류신 Il-103

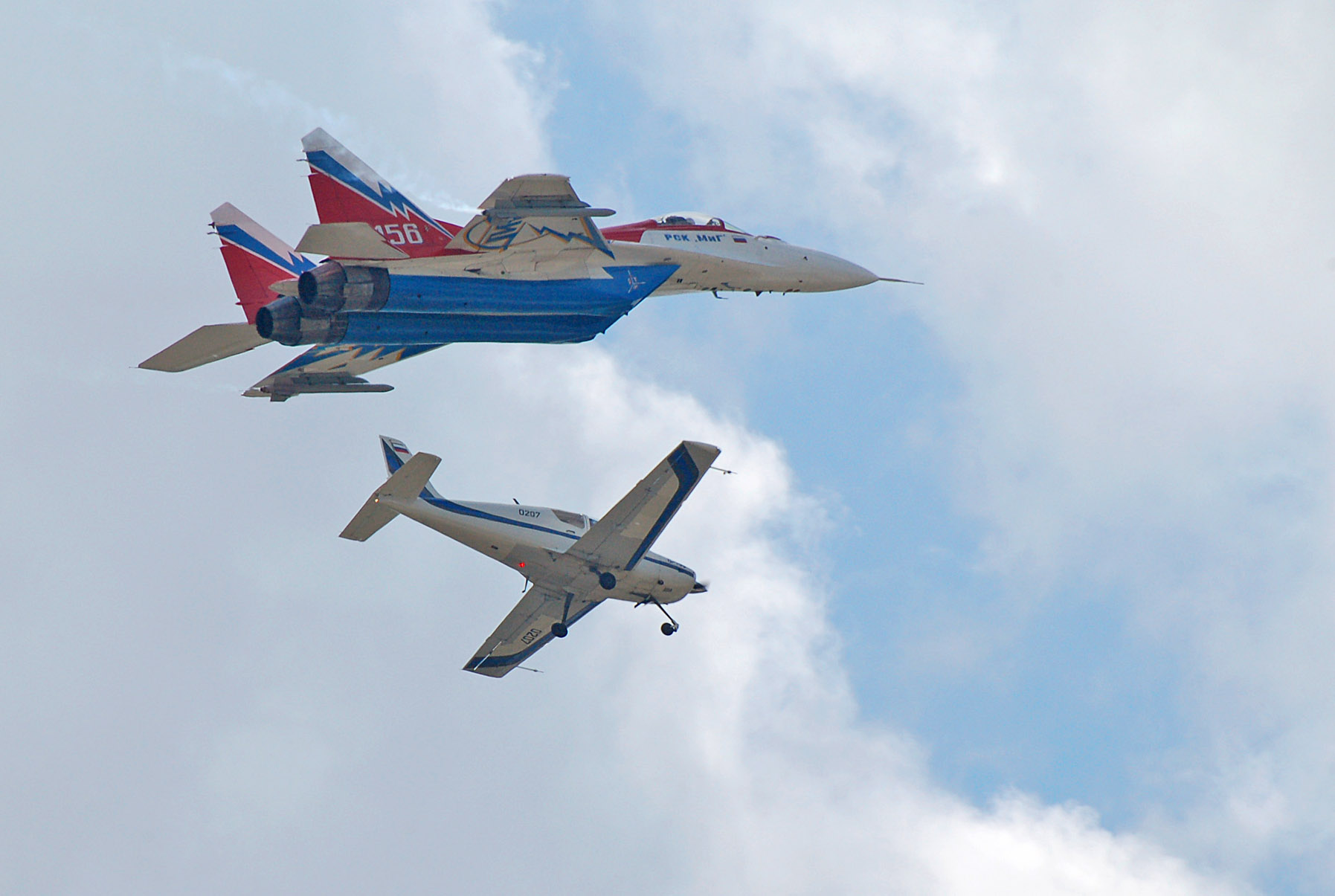
2007 모스크바 에어쇼의 미그-29와 Il-103

일류신 Il-103은 러시아의 항공기제작사인 MIG(일류신)산하 루코비치 제작시험공단에서 단거리인원수송, 항공정찰, 도로감시, 훈련용으로 1995년에 개발한 총 5인승(승무원 2명, 승객3명) 고정익 프로펠러기이다. ‘IL’은 러시아의 일류신 항공기 설계국을 뜻한다.
경비행기답게 비행에 필요한 기본적인 항법 장치 외에 복잡한 전자장비가 없어 운용, 유지가 수월한 편이다.

## 대한민국 도입운용
T-103 훈련기는 IL-103을 최초로 대한민국 공군이 도입하면서 이름을 변경하였다.
대한민국은 불곰사업으로 일류신 Il-103 (T-103) 총 23대를 2004년~2006년 대한민국 공군 초등훈련 입문기로 도입, 기존의 T-41을 대처하여 최대 사용국이 되었으며 공군이 최초로 도입한 러시아제 고정익 항공기라는 타이틀을 보유하고 있다.
대한민국 공군이 도입 운용하는 T-103은 일류신 Il-103 러시아 기체에, 서방측 항공안전기준(연비 소음등)에 적합한 미국제 텔레다인콘티넨탈모터스사의 IO-360ES2B 피스톤 엔진을 장착하였고, 도입 초기에 냉난방 설비가 없어 계절에 따른 훈련기 운용에 영향을 받았으나 2007년 T-103 전용 냉난방기를 제작해 설치하였다. T-103의 대당가격은 15만 6천달러(약2억원)이다. (참고로 국산 KT-100훈련기는 대당 10억원임) 운용결과 공군에서 가성비가 좋아서 좋은 평가를 받고 있다.
2011년 6월 21일 청원군 남일면 고은리 마을회관 앞 농로에 T-103 1대가 훈련중 추락하였다.

## 제원 (Il-103)
일반 특성
- 탑승인원: 5인승(승무원 2명 + 승객 3명)
- 길이: 8 m (26 ft 3 in)
- 날개폭: 10.56 m (34 ft 7.75 in)
- 높이: 3.135 m (10 ft 3.5 in)
- 날개면적: 14.71 m2 (158.34 ft2)
- 체공중량: 900 kg (1,984 lb)
- 최대중량: 1,310 kg (2,888 lb)
- 엔진: 피스톤식 1기 × Continental IO-360ES- Fuel Injected - piston engine with one Hartzell BHC-C2YF-1BF/F8459A-8R two-blade variable pitch (hydraulic) metal propeller, 156 kW (210 hp)

성능
- 최대속도: 220 km/h
- 순항속도: 200 km/h
- 거리: (순항속도, 조종사, 270 kg (595 lb) 화물, 30분 여유량): 800 km (497 마일)
- 최대고도: 3,000 m (9,840 ft)
- 상승률: 3.167 m/s (ft/min)
- 이륙거리: 380 m
- 착륙거리: 320 m

## 같이 보기
- KC-100 - (불곰사업으로 도입한 T-103을 국산 KT-100으로 전량 대체)